# Сертильянж, Антонен
Антонен-Жильбер Сертильянж (фр. Antonin-Gilbert Sertillanges; 16 ноября 1863 года ― 26 июля 1948 года) ― французский католический философ и духовный писатель.

## Биография
Урождённый Антонин-Далмас, философ после вступления в доминиканский орден принял имя Антонен-Жильбер. В 1893 году основал журнал Revue Thomiste, а затем стал профессором философии морали в Парижском католическом институте.
Французский историк Анри Даниэль-Ропс писал, что, по слухам, во время Первой мировой войны президент Франции Раймон Пуанкаре обратился к кардиналу Леону-Адольфу, архиепископу Парижскому, чтобы тот составил ответ на предложение папы римского Бенедикта XV о заключении мира. Кардинал, в свою очередь, передал эту просьбу Сертильянжу, который и составил этот ответ. В своём эссе «Героическая жизнь» Сертильянж благосклонно отнёсся к призыву Бенедикта к миру, однако в другом эссе под названием «Французский мир» на этот счёт высказался следующим образом: «Святейший Отец, мы не можем принять ваши призывы к миру прямо сейчас».
Научные труды Сертильянжа посвящены теории морали Фомы Аквинского. Ныне известен благодаря своему труду «Интеллектуальная жизнь» ― которое представляет собой практическое руководство о том, как выстроить свою жизнь так, чтобы добиться наибольших успехов в науке. Второй труд ― «То, что Иисус увидел на Кресте», представляет собой размышления на духовную тему о Иерусалиме. Прочие работы Сертильянжа посвящены политической теории, вопросам национальной идентичности французов и структуре традиционной французской семьи.

## Сочинения
- (1899). L’Art et la Morale.
- (1903). Nos Luttes.
- (1904). La Politique Chrétienne.
- (1908). Agnosticisme ou Anthropomorphisme.
- (1908). L’Art et la morale.
- (1910). Saint Thomas d’Aquin (2 volumes).
- (1919). Paroles Françaises.
- (1921). La vie catholique (2 volumes).
- (1921). L'Église (2 volumes).
- (1921) L’amour chrétien.
- (1928). Les Idées et les Jours: propos de Senex (2 volumes).
- (1930). L’Orateur Chrétien: Traité de Prédication.
- (1934). La Vie Intellectuelle, son Esprit, ses Conditions, ses Méthodes.
- (1941). Hommes, mes Frères.
- (1939—1941) Le Christianisme et les Philosophies (2 volumes).
- (1941—1942) Catéchisme des Incroyants (2 volumes).
- (1941). Blaise Pascal.
- (1941). Henri Bergson et le Catholicisme.
- (1941). Avec Henri Bergson.
- (1943). La Vie Française.
- (1944). La Philosophie de Claude Bernard.
- (1945). L’Idée de Création et ses Retentissements en Philosophie.
- (1946). Les Fins Humaines.
- (1946). La Philosophie des Lois.
- (1948). Le Problème du Mal (2 volumes).
- (1948—1949). Le Pensionnat de Godefroy-de-Bouillon de Clermont-Ferrand, 1849—1945.
- (1962). La Philosophie Morale de Saint Thomas D’Aquin.
- (1963). De la Mort, Pensées Inédites de A.-D. Sertillanges.
- (1965). Regards sur le Monde.
- (1965). L’Univers et l'Âme.